# Даиго Кобајаши
Даиго Кобајаши (јап. 小林 大悟; 19. фебруар 1983) јапански је фудбалер.

## Каријера
Током каријере играо је за Токио Верди, Омија Ардија, Ванкувер вајткапси и многе друге клубове.

## Репрезентација
За репрезентацију Јапана дебитовао је 2006. године.

## Статистика
| Јапан  | Јапан | Јапан |
| Год.   | Ута.  | Гол.  |
| ------ | ----- | ----- |
| 2006   | 1     | 0     |
| Укупно | 1     | 0     |